# Nikola Trajković
Nikola Trajković (serbiska:Никола Трајковић) född 5 januari 1981 är en serbisk fotbollstränare och före detta spelare. För närvarande är Trajković  tränare för den fotbollsklubben Radnički Niš.
Efter att ha fått sitt genombrott i Zeta gick övergången till storklubben Röda Stjärnan Belgrad i juli 2005 på ett fyra år långt avtal.  Under sin tid i klubben hjälpte han till att vinna inhemska ligan 2006 och 2007, samt två inhemska cuper.
2005 spelade Trajković två gånger för Serbien och Montenegro.
21 januari 2022 presenterades Trajković som Milos Milojevic assisterande i Malmö FF.

## Meriter
Röda stjärnan Belgrad
- Serbiska SuperLiga: 2005–06, 2006–07
- Serbiska cupen: 2005–06, 2006–07

Győr
- Nemzeti Bajnokság I : 2012–13
- Szuperkupa : 2013

Malmö FF
- Svenska Cupen: 2022